# Haslach an der Mühl
Haslach an der Mühl è un comune austriaco di 2 530 abitanti nel distretto di Rohrbach, in Alta Austria; ha lo status di comune mercato (Marktgemeinde).